# 康维尔

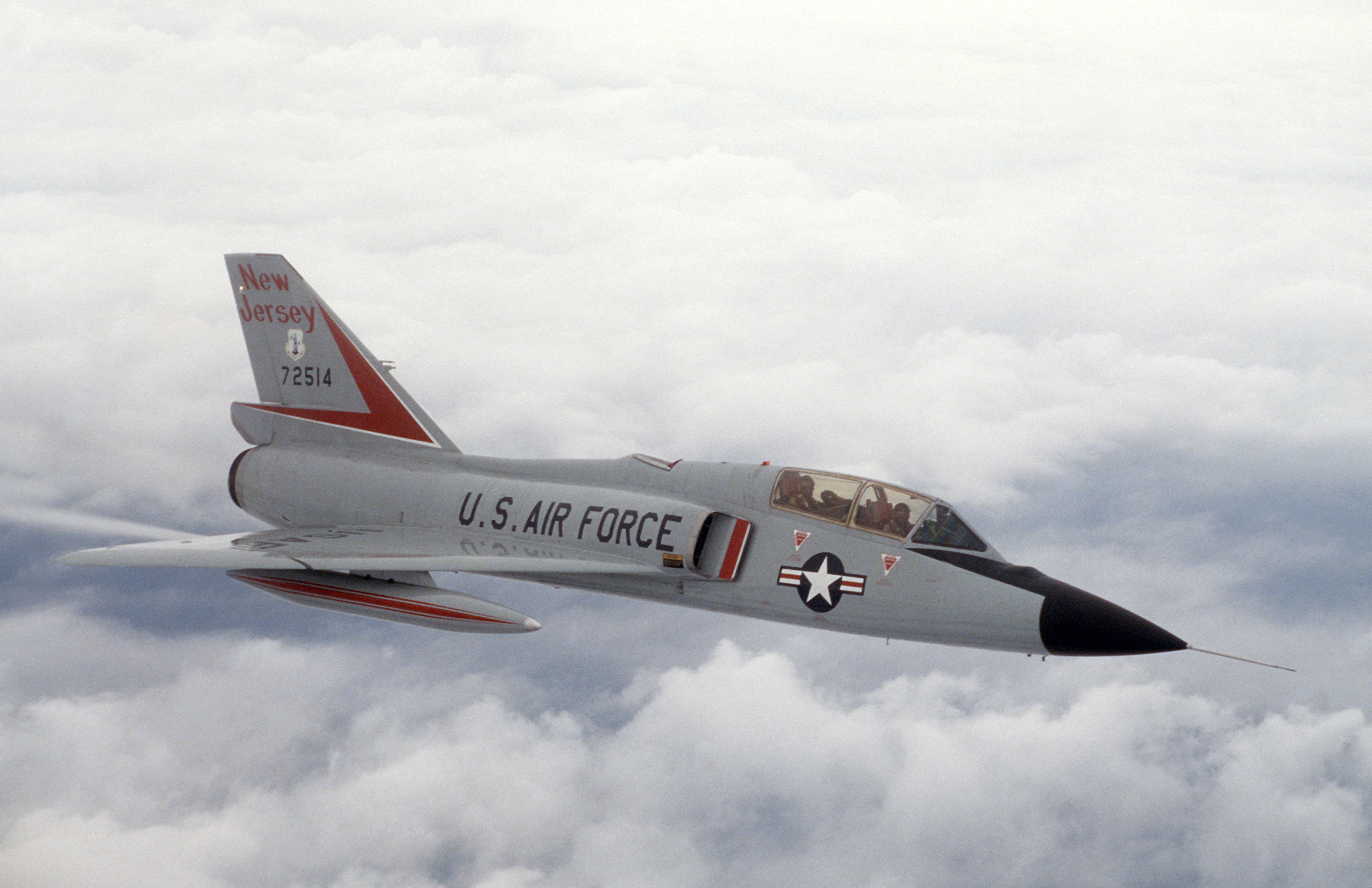
F-106 Delta Dart

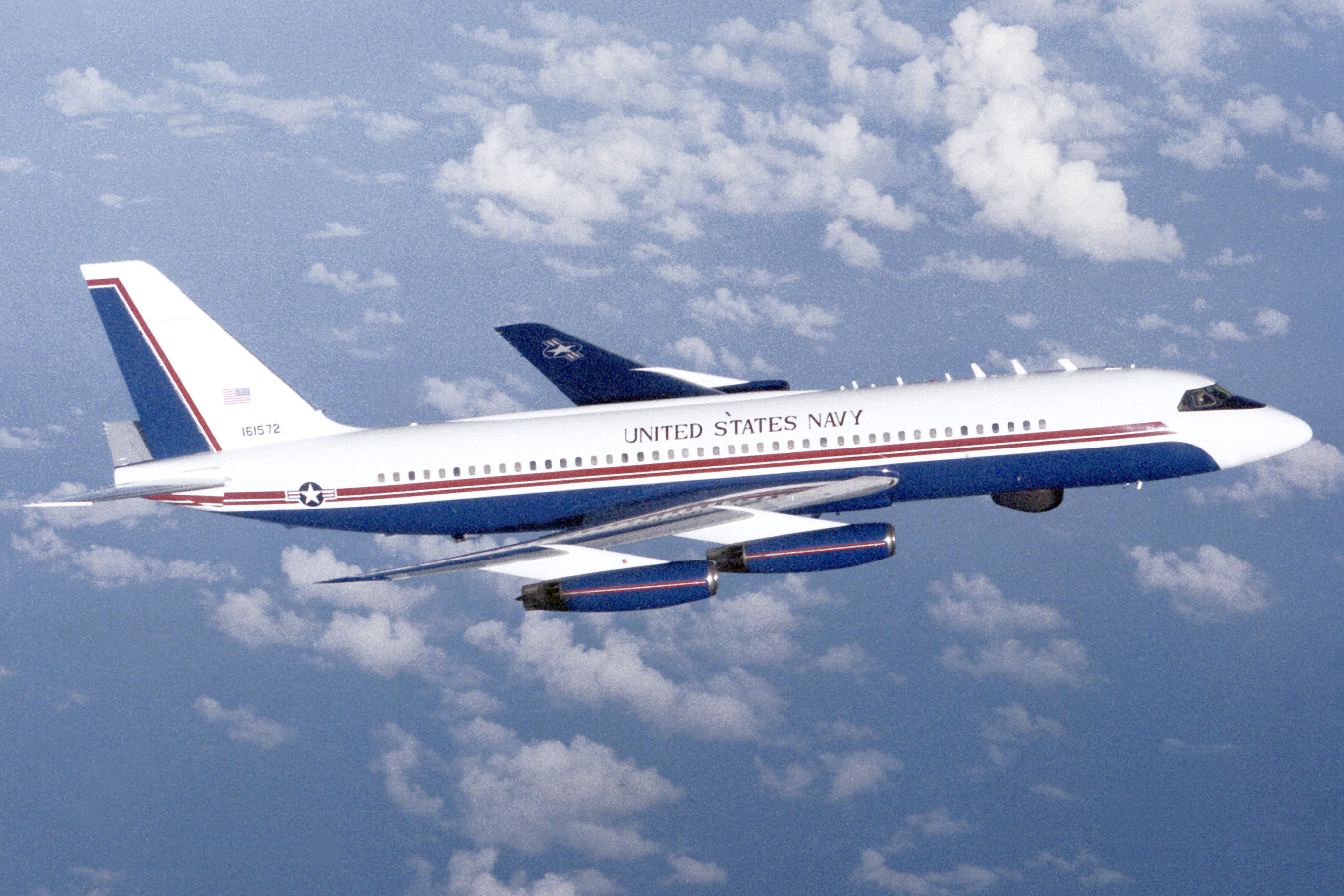
Convair 880

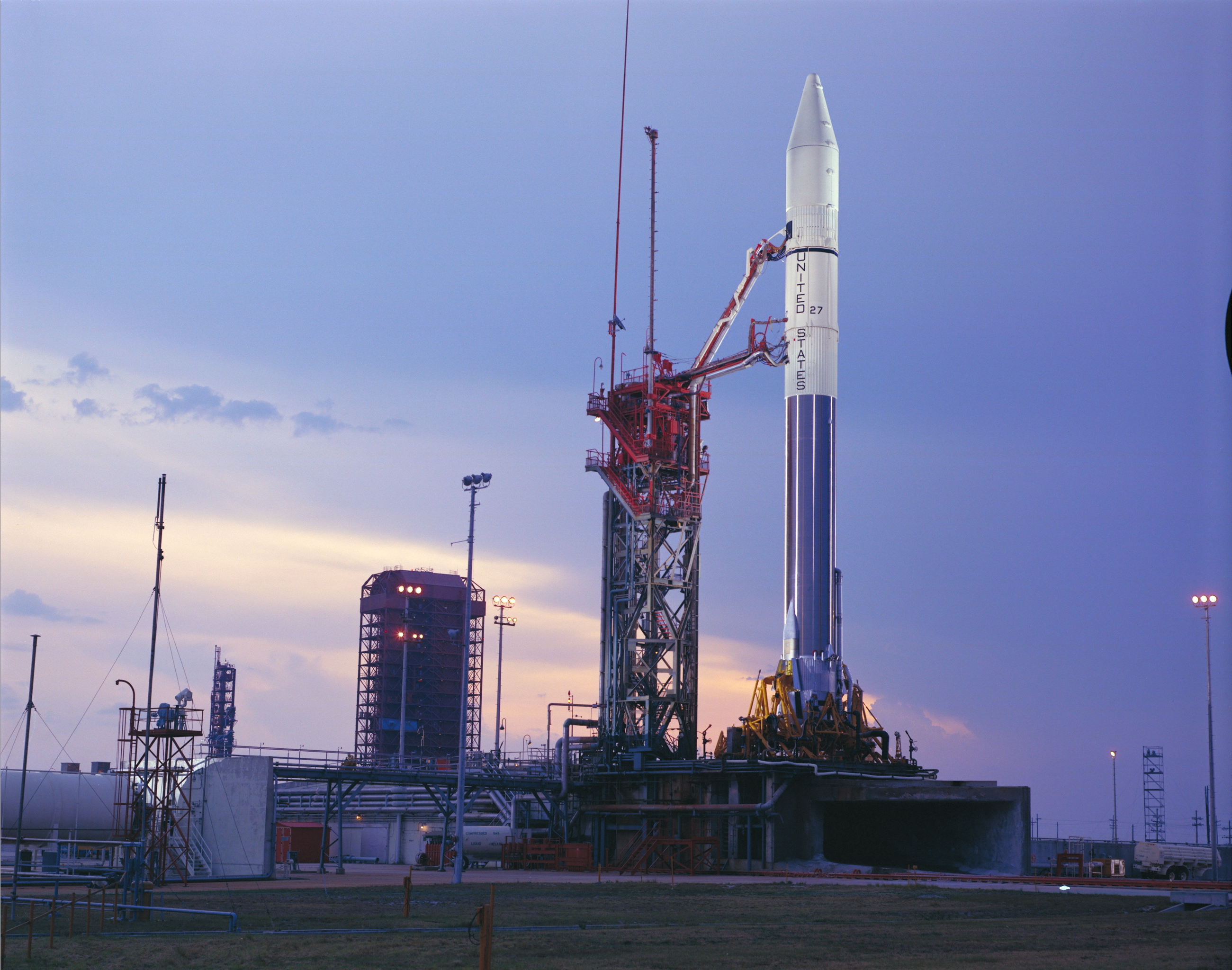
Atlas-Centaur

康維爾（原先稱為Consolidated Vultee）是一家美國飛行器製造公司，後來擴展其業務至火箭和太空船。
1943年，康维尔公司由伏爾提飛機公司與團結飛機公司合併而成立。1953年，公司被通用動力公司收購，作為康維爾事業部（Convair Division）繼續營運。1994年，公司的大部分部門被通用動力分別賣給了麥克唐納-道格拉斯和洛克希德，其餘部分也於1996年停止營運。
康維爾以其軍用飞机而著名，包括B-36和平締造者、B-58轟炸機、F-102 Delta Dagger和F-106攔截機。公司也製造了初代擎天神火箭，包括用於水星計劃中的火箭。公司隨後設計的擎天神-半人馬運載火箭也十分成功，其衍生型號一直使用到2023年。
康維爾也曾推出商用噴射機，亦即康維爾880與康維爾990；這兩種機型比競爭机型（如波音707和道格拉斯DC-8）略小，速度更快。但這樣的設計找不到利基市場，公司於是退出商用噴射機市場。不過為這些機型所設立的製造設備有不錯的獲利能力，康維爾反倒變成了機身的主要承包製造商。

## 起源
Consolidated Vultee Aircraft Corporation它的名字隨著時間變化為Convair、Convair Corporation或其它相似的名稱。它是一家美國飛機、火箭、航天器公司，它能設計、開發、生產這些高科技的航天產品或這些產品的一些零部件。它也是一些大公司的子公司。作為一家公司在於于1943至1994年，雖然其前身團結飛機公司在此之前已經成立，而且生產過一些第二次世界大戰早期很重要的飛機，特別是為美國海軍和皇家加拿大空軍、英國空軍等生產的PBY卡特琳娜，該機型一直生產到1945年5月，生產量超過4000架。
很快被改稱為"Convair"的公司（一開始是非正式的，後來就改為正式的）是由 團結飛機公司與伏尔提飛機公司合併而來，這一合併產生的一個在當時已算十分巨大的 飛機製造公司 ，雖然它還是比這個行業的巨人，如 麦道、波音、洛克希德要小一些。康維爾總是在南加州聖地牙哥及附近完成大部分的研究、設計和製造工作，雖然也有一些在其它地區完成。

## 噴射時代、冷戰和太空時代
在1953年3月，康維爾公司被通用動力公司完全購買，從而正式成為這個軍事和高科技集團的一個部門——Convair Division
在軍用戰鬥機和轟炸機進入噴射時代后，康維爾公司與法國的Dassault飛機公司一樣，成為了三角翼飛機設計的先驅，后者設計和製造了幻影战斗机。
康維爾最著名的產品之一是十個引擎的Convair B-36戰略轟炸機。該機型使用4臺渦輪噴發動機和6臺驅動推進螺旋槳的Pratt & Whitney R-4360 Wasp Major星形活塞發動機。B-36是世界上最大的陸基活塞引擎轟炸機。Atlas missile、F-102 Delta Dagger、F-106 Delta Dart三角翼截擊機和三角翼的超音速洲際核彈轟炸機B-58 Hustler都是康維爾公司的產品。在1960年代的一段日子里，康維爾生產了自己的噴射商用客機系列——Convair 880和Convair 990，但它們被證明不是一筆掙錢的買賣。然而康維爾發現，如果做為一個航空子承包商幫助一些大的客機公司，如 McDonnell Douglas、Boeing和Lockheed製造大的分段，如機身等，會是一個好買賣。
直到1965年為止，康維爾生產自己設計的飛機，如幾種客機。後來他們轉型為為其它公司製造機身/航空結構的子承包商，同時公司也將更多的錢和精力投放到它們的外太空產品上，特別是火箭助推器。康維爾為美國空軍製造的使用低溫燃料宇宙神洲際彈道導彈很快就被廢棄，取而代之的是使用室溫液態燃料的Titan II missile和固體燃料的Minuteman missile。

## 產品

### 飛機

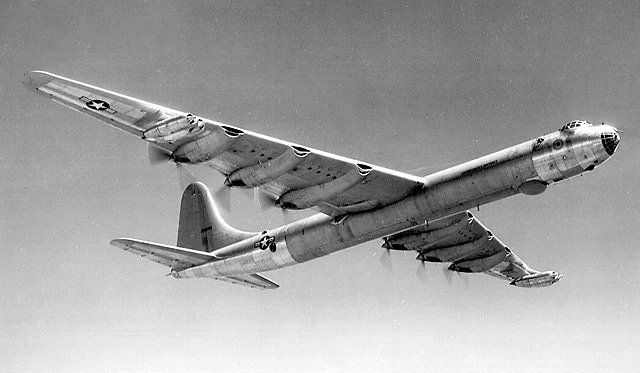
康維爾B-36和平締造者，同時使用活塞和噴射引擎

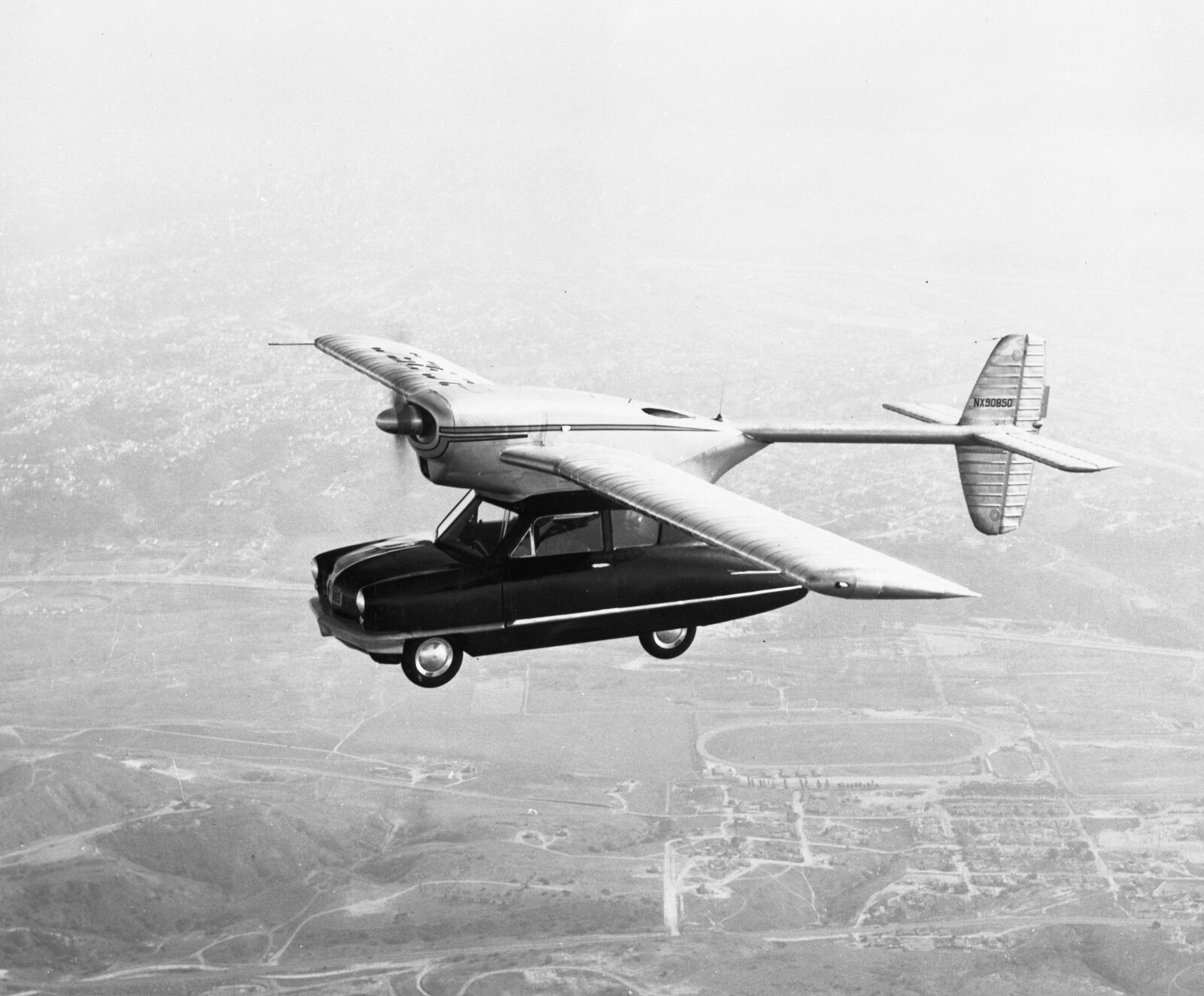
ConvairCar Model 118

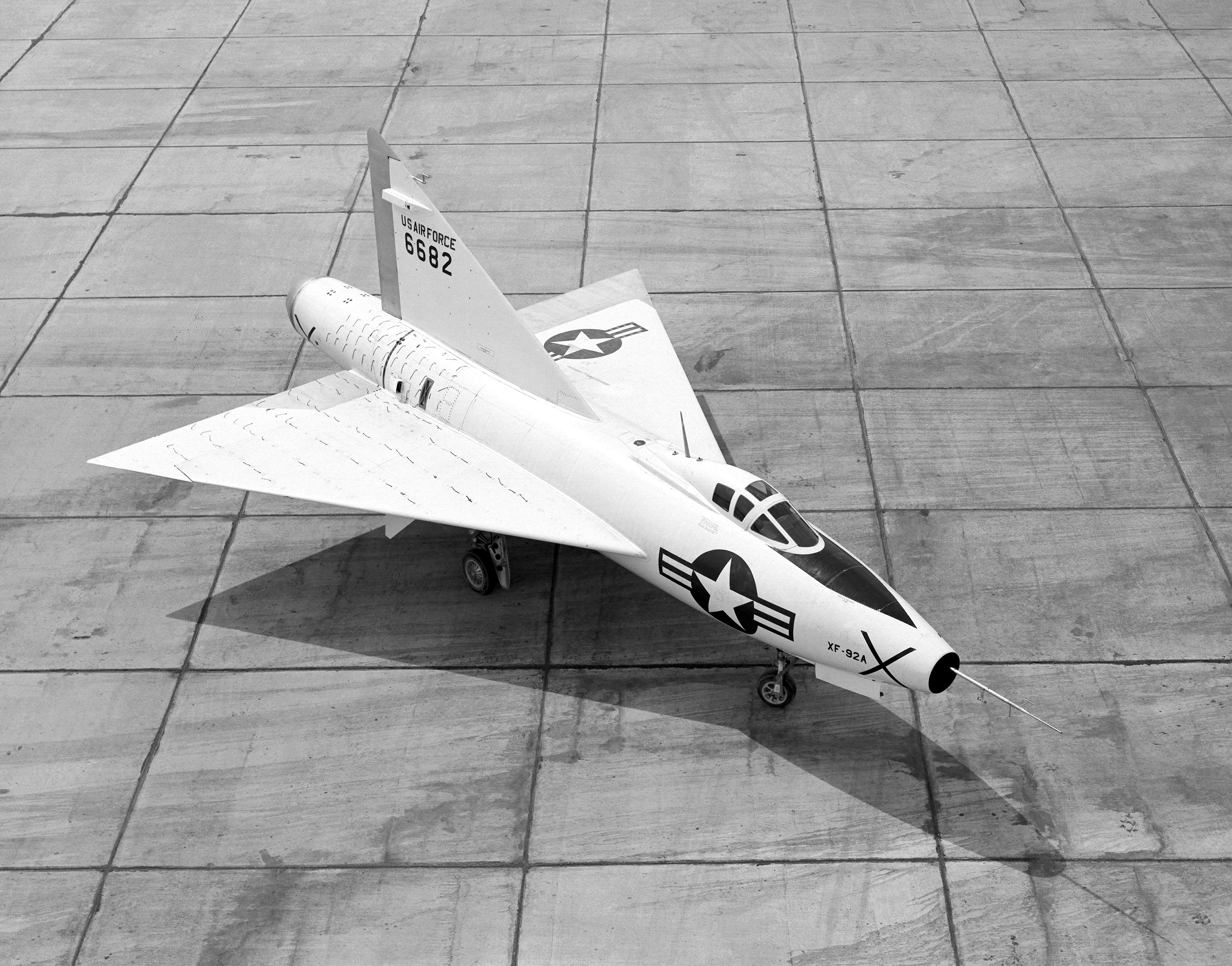
康維爾XF-92A是美國的第一架三角翼飛機

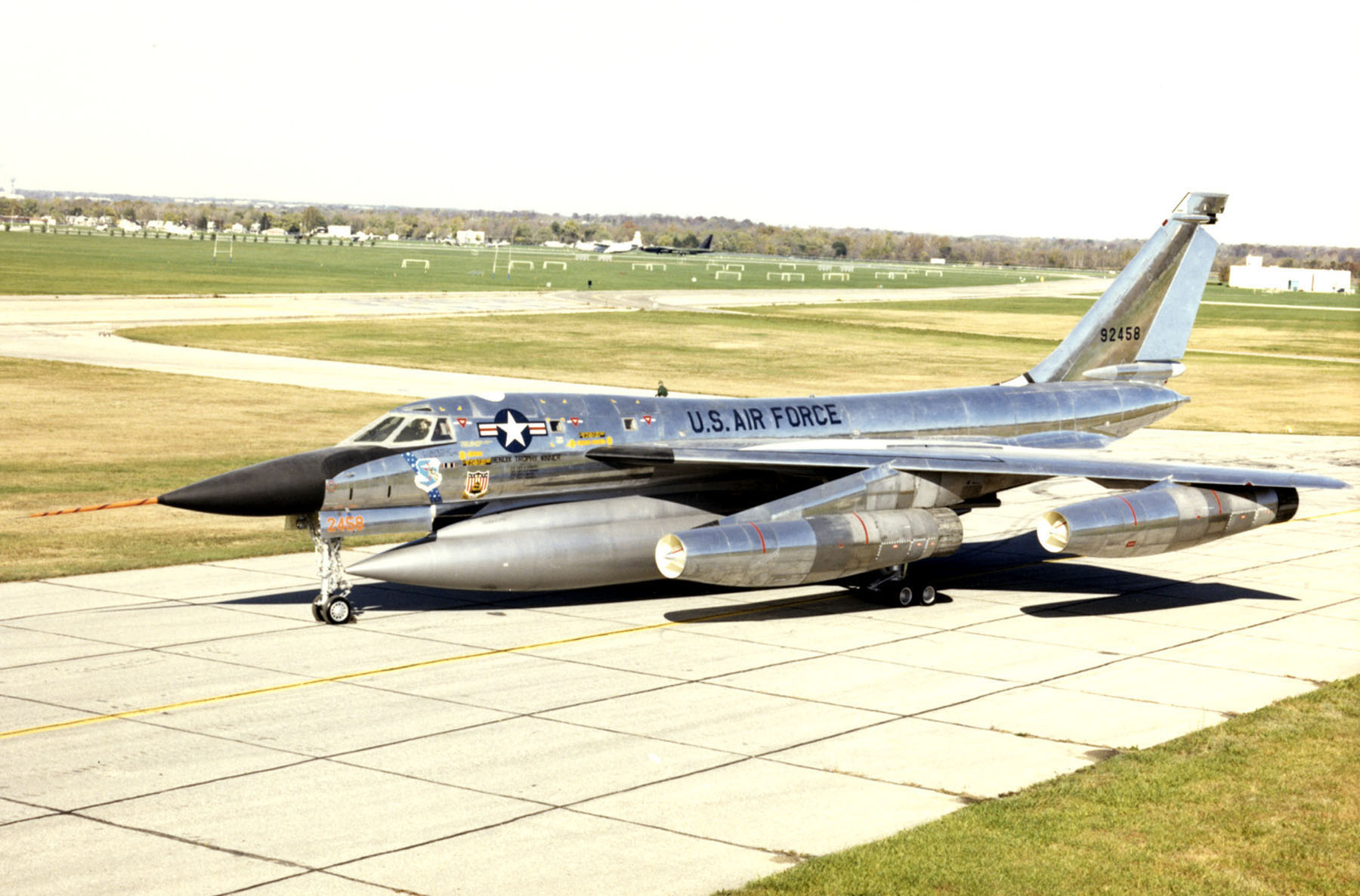
康維爾B-58督促者，本架飛機於03/05/62創造了新的跨洲速度紀錄，它不間斷的從洛杉磯飛到紐約再返回

- Vultee XA-41 (1944) - 地面攻擊機原型
- Convair XB-53 (1945) - 計劃中的前掠翼噴氣引擎中型轟炸機，在原型機完成後項目被取消
- Convair B-36 (1946) 洲際轟炸機
- Stinson 108 (1946) - 通用航空飛機
- Convair Model 110
  - Convair CV-240 (1947)
    - Convair CV-300
    - Convair CV-340
    - Convair CV-440 Metropolitan
    - Convair C-131 Samaritan
    - Convair T-29
    - R4Y Samaritan
    - Convair CV-540 (1955)
    - Convair CV-580
    - Convair CV-600 (1965)
    - Convair CV-640
    - Convair CV5800
    - Canadair CC-109 Cosmopolitan -通過許可證製造的CV-440，安有渦輪螺旋槳發動機
- Convair Model 118 ConvAirCar (1947)
- Convair XB-46 (1947)
- Convair XC-99 (1947)
- Convair XF-92 (1948)
- Convair R3Y Tradewind (1950) - 軍用船式水上飛機
- Convair X-6 (1951) - 計劃的核動力飛機
- Convair YB-60 (1952) - 基於B-36的噴射轟炸機原型
- Convair F-102 Delta Dagger (1953)
- Convair F2Y Sea Dart (1953)
- Convair XFY Pogo (1954)
- Convair P6Y (1955)
- Convair B-58 Hustler（英语：Convair B-58 Hustler） (1956)
- Convair F-106 Delta Dart (1956)
- Convair 880 jet airliner (1959)
- Convair Kingfish (1959) - 計劃的秘密偵察飛機，取代U-2
- Convair 990 Coronado 噴射客機 (1961)
- Convair Model 48 Charger (1964)
- Convair Model 49 (1967-project)
- 康維爾200垂直昇降戰機 (1973)垂直起降戰鬥機

註釋：美國海軍與空軍飛機型號以“X”開頭的表示其為生產了很少幾架的實驗型號。軍用飛機型由“Y”開頭的表示其為生產了幾個批次的開發型，可能有也可能沒有能夠進入大規模生產。
在海軍和海軍陸戰隊以前使用的型號系統裡，型號的最後一個字母為“Y”就表示是康維爾或團結公司的產品，如PBY-5水上飛機。

## 遺產
位於多倫多皮爾遜國際機場的"Convair Drive"據信是為紀念Convair company而命名的。

## 外部連結
- （页面存档备份，存于）
- Complete productionlist of Convairliners （页面存档备份，存于）